# Камник
Камник (словен. Kamnik) — місто в общині Камник, Осреднєсловенський регіон, Словенія. Висота над рівнем моря: 380,5 м.
У 2010 році мером (жупаном) міста було обрано актора Мар'яна Шареця.

## Спорт
У місті є волейбольний клуб «Кальцит».